# Dinocrates

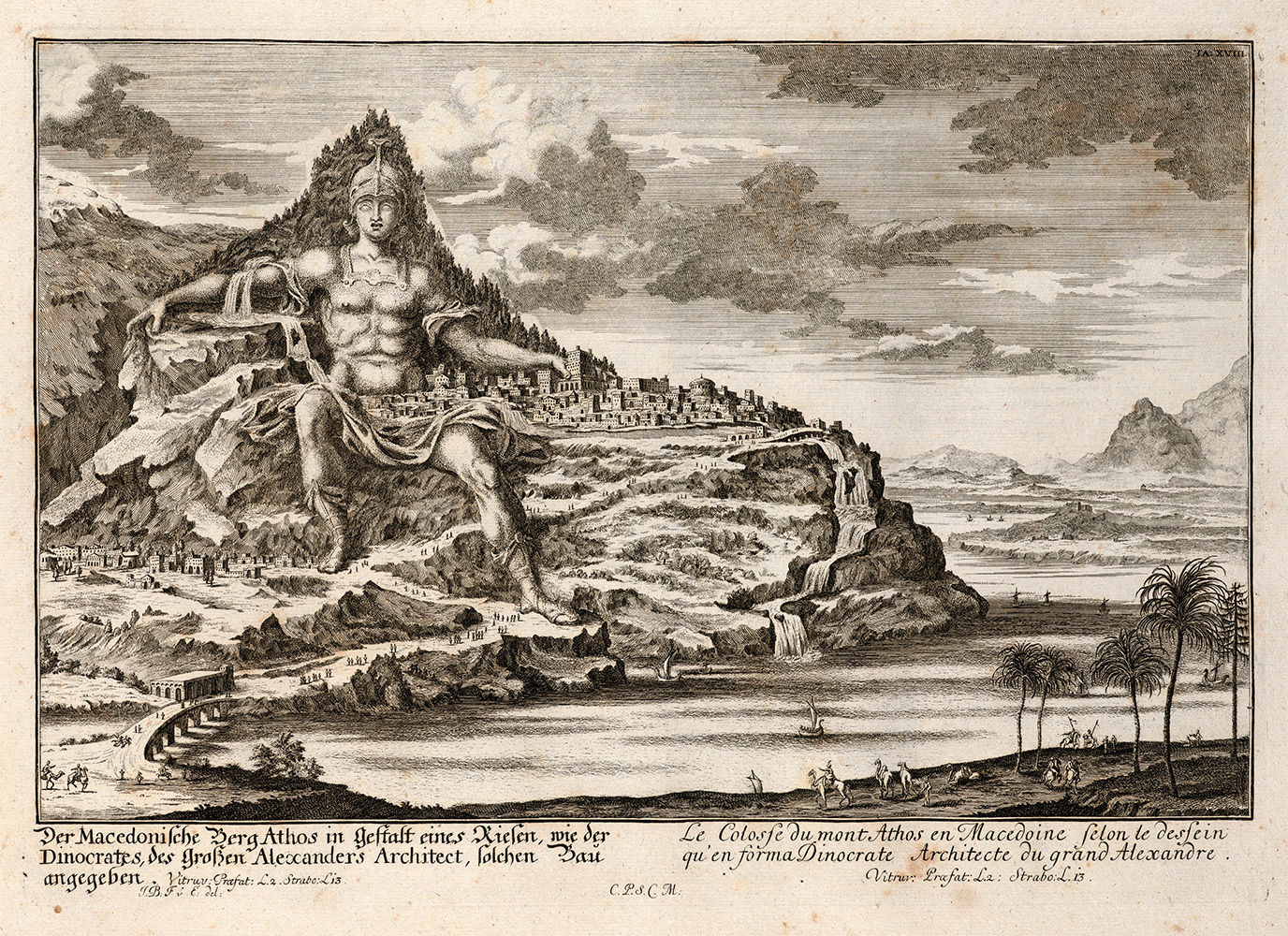
Voorstel voor Athosberg

Dinocrates of Deinocrates, in het Oudgrieks Δεινοκράτης (fl. laatste kwart van de 4e eeuw v.Chr.), was een Grieks architect en technisch raadgever van Alexander de Grote. De naam betekent "meester van wonderen". Plutarchus noemt hem Stasicrates en Strabo heeft het over Cheirocrates. Ook Deinochares en zelfs Diocles van Rhegium kwamen voor.

## Werk
Dinocrates is bekend als ontwerper van:
- de Egyptische stad Alexandrië (met Cleomenes van Naukratis en ingenieur Crates van Olynthus);[4]
- het monumentale mausoleum voor generaal Hephaestion in Babylon, zes verdiepingen hoog en volledig verguld;[5]
- de heropbouw van de tempel van Artemis in Efeze, na de verwoesting door Herostratus op 21 juli 356 v.Chr.[6]

Andere ontwerpen werden niet uitgevoerd, waaronder zijn spectaculaire plan voor de Athosberg. Vitruvius vertelt hoe Dinocrates aan Alexander de Grote voorstelde om de berg naar zijn beeltenis te bewerken, met in zijn linkerhand een uitgestrekte stad en in zijn rechterhand een grote schaal waarin alle bergstromen zich zouden verzamelen om vandaar in de zee te storten. Nog volgens Vitruvius was Alexander ingenomen met het plan maar zag hij ervan af omdat hij de grond niet vruchtbaar genoeg achtte om een stad te onderhouden. Hij koos uiteindelijk voor Alexandrië.
Door Plinius de Oudere is een ander gewaagd project van Dinocrates beschreven. Ptolemaeus Philadelphus had hem belast met het bouwen van een tempel voor zijn overleden gemalin Arsinoë in het Alexandrijnse havengebied. Door middel van een gewelf uit zeilsteen wilde Dinocrates een vrij zwevende opstelling bekomen hebben voor het ijzeren standbeeld van de overledene. Door zijn voortijdige dood kreeg het Arsinoeion uiteindelijk een ander uitzicht.
De naam van Dinocrates wordt ook genoemd in verband met de leeuwentumulus in Amphipolis.
- Gemeinsame Normdatei: 119412012
- Union List of Artist Names: 500080841
- Virtual International Authority File: 20490228
- WorldCat: E39PCjrffTXttwJKJGctdT4bcX